# Bhota
Bhota là một thị xã và là một nagar panchayat của quận Hamirpur thuộc bang Himachal Pradesh, Ấn Độ.

## Nhân khẩu
Theo điều tra dân số năm 2001 của Ấn Độ, Bhota có dân số 1472 người. Phái nam chiếm 52% tổng số dân và phái nữ chiếm 48%. Bhota có tỷ lệ 80% biết đọc biết viết, cao hơn tỷ lệ trung bình toàn quốc là 59,5%: tỷ lệ cho phái nam là 83%, và tỷ lệ cho phái nữ là 76%. Tại Bhota, 11% dân số nhỏ hơn 6 tuổi.